# Matt Phillips
Matthew Phillips, detto Matt Phillips (Aylesbury, 13 marzo 1991), è un calciatore inglese naturalizzato scozzese, centrocampista o ala dell'Oxford Utd e della Nazionale scozzese.